# 伊藤梅宇
伊藤 梅宇（いとう ばいう、天和3年8月19日（1683年10月9日） - 延享2年10月28日（1745年11月21日））は江戸時代中期の儒学者。伊藤仁斎の次男にあたる。兄は東涯、弟に介亭、竹里、蘭嵎。

## 生涯
京都に生まれる。幼少より父の塾で学び、23歳の時に父が亡くなると長兄の東涯に代わって弟たちの指導にあたる。正徳5年（1715年）、梅宇が33歳の時に徳山藩に仕えたが翌年の2月には致仕し、京都に戻っている。享保3年（1718年）、福山藩に儒臣として出仕。妻子とともに移住して俸30口を受ける。翌年に藩主・阿部正福が朝鮮使節の接待を命ぜられた際、使節の求めに応じて父の著作『童子問』を贈呈、さらに韓聘接談の役目を務め仁斎が創始した堀川学派の主要テキストである『論語古義』『中庸発揮』『大學定本』『古学指要』などを贈っている。享年63で卒す。備後福山（現・広島県福山市）の定福寺に葬る。
長男・輝祖から代々、福山藩に仕え明治に至った。

## 著作
唯一残るのが随筆集『見聞談叢』六巻。以下は名前のみが知られる。
- 『著文集』十巻
- 『志林』二巻
- 『講学日記』十二巻
- 『相遺窩詩稿』三巻
- 『梅宇文稿』五巻